# Colúria

Colúria

Colúria é um termo para descrever uma urina escura, com cor referida como sendo parecida com café, vinho-do-porto ou refrigerante de cola, apresentando espuma amarelada. Esta coloração é causada por uma acumulação de bilirrubina direta (bilirrubina conjugada) no sangue e a sua consequente excreção pela urina.
Geralmente está associada a colestase e acompanha-se de icterícia e acolia.
A colúria não deve ser confundida com a urina escura que se pode dever a:
1. Diminuição da filtração glomerular (sempre que a reabsorção tubular se mantenha: por exemplo diminuição da volemia).
2. Aumento de urobilinogênio em sangue.

Ambos casos podem-se diferenciar da colúria sem analise laboratorial pela cor da espuma, que na colúria é amarela e nos casos explicados assim como na urina normal é branca.